# Tubastraea tagusensis
Tubastraea tagusensis är en korallart som beskrevs av Wells 1982. Tubastraea tagusensis ingår i släktet Tubastraea och familjen Dendrophylliidae. Inga underarter finns listade i Catalogue of Life.